# فرجام‌شناسی اسلامی

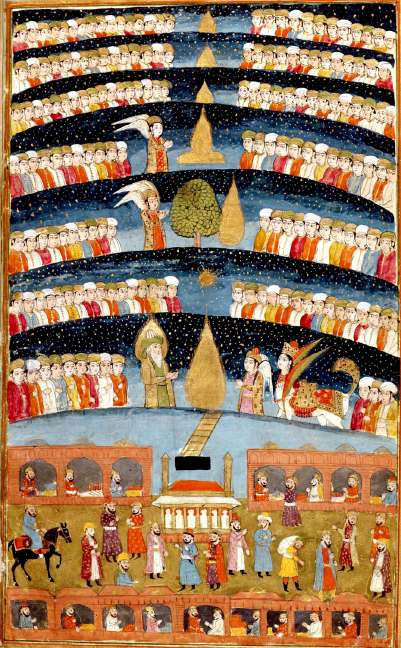
محمد در بهشت توسط نقاش ناشناس فرانسه پاریس

فرجام‌شناسی اسلامی به شناخت رویدادهای پیش از پایان دنیا، روز قیامت، دلیل پیدایش جهان، و درک معنی و هدف تاریخ می‌پردازد. اسلام تأکید ویژه‌ای بر موضوع فرجام‌شناسی دارد، نه‌تنها به خاطر اینکه خود را آخرین دین آسمانی می‌داند، بلکه به خاطر اینکه سیر تاریخ را با معنی و انسان را در قبال اعمالش مسئول می‌داند. محققان امروزی معتقدند فرجام‌شناسی اسلامی به این موضوع اشاره دارد که سرانجام جهان با تکامل جهان و پیروزی حق بر باطل پایان می‌یابد. قرآن بر حتمی بودن رستاخیز، حسابرسی در روز قیامت، و جدا شدن ابدی نیکوکاران از بدکاران تأکید دارد. در روز قیامت مردم براساس اعتقادشان به خدا، قبول وحی نازل‌شده، و کارهایشان قضاوت خواهند شد. مرحله‌ای بینابین به نام برزخ نیز توسط مفسران متأخر در نظر گرفته می‌شود.

## نشانه‌های آخر زمان در اسلام
در باورهای اسلامی، پیش از وقوع قیامت، نشانه‌هایی ظهور می‌کنند که به آن‌ها نشانه‌های قیامت یا علائم الساعه گفته می‌شود. این نشانه‌ها به دو دستهٔ اصلی تقسیم می‌شوند: نشانه‌های کوچک و نشانه‌های بزرگ. از دیدگاه علمای اسلامی، این علائم از نظر ماهیت و زمان وقوع متفاوت هستند و دربارهٔ ترتیب و زمان ظهور آن‌ها اختلاف نظر وجود دارد.

## نشانه‌های کوچک قیامت
نشانه‌های کوچک قیامت، رویدادهایی هستند که در طول زمان رخ می‌دهند. برخی از این نشانه‌ها بنا بر منابع اسلامی در گذشته اتفاق افتاده‌اند، در حالی که برخی دیگر ممکن است در آینده رخ دهند. از جمله این نشانه‌ها می‌توان به موارد زیر اشاره کرد:
- گسترش فتنه و آشوب در جوامع انسانی[۳]
- افزایش فساد و نابرابری
- کاهش علم و گسترش جهل[۴][۵]
- ظهور افرادی که ادعای پیامبری دارند
- افزایش زلزله‌ها و بلایای طبیعی[۶]

## نشانه‌های بزرگ قیامت
نشانه‌های بزرگ قیامت، وقایعی عظیم و غیرعادی هستند که به‌عنوان نشانه‌هایی آشکار برای نزدیک شدن پایان زمان در نظر گرفته می‌شوند. بر اساس احادیث اسلامی، این نشانه‌هاهستند:

### طلوع خورشید از مغرب
یکی از نشانه‌های بزرگ قیامت، طلوع خورشید از سمت مغرب است که بعد از آن توبه ی کسی قبول نخواهد شد.

### ظهور مهدی
بر اساس روایات اسلامی، مهدی از اهل بیت پیامبر اسلام است و در زمانی که زمین پر از ظلم و ستم شده باشد، ظهور کرده و عدالت را برقرار خواهد کرد. در برخی احادیث، نام او مطابق نام پیامبر اسلام و نام پدرش مطابق نام پدر پیامبر ذکر شده است.

### ظهور دجال
دجال در منابع اسلامی به‌عنوان فردی فریب‌دهنده توصیف شده است که در آخرالزمان ظاهر می‌شود و بسیاری از مردم را گمراه می‌کند. او ابتدا ادعای پیامبری سپس ادعای الوهیت خواهد کرد و نشانه‌هایی خارق‌العاده از خود نشان می‌دهد.دجال از یهودیان اصفهان است و لشکری از یهودیان با خود خواهد داشت که همگی شال تالیت دارند

### نزول عیسی بن مریم
در باورهای اسلامی، عیسی بن مریم در آخرالزمان با همراهی دو فرشته از آسمان به زمین و به مسجد اموی دمشق بازمی‌گردد،پشت سر مهدی نماز خواهد خواند،سپس دجال را شکست می دهد ودعایی میخواند که یاجوج و ماجوج بیمار می شوند و می میرند.او عدالت را برقرار خواهد کرد و جزیه را حذف میکند. این باور بر اساس آیاتی از قرآن و احادیث اسلامی مطرح شده است. 

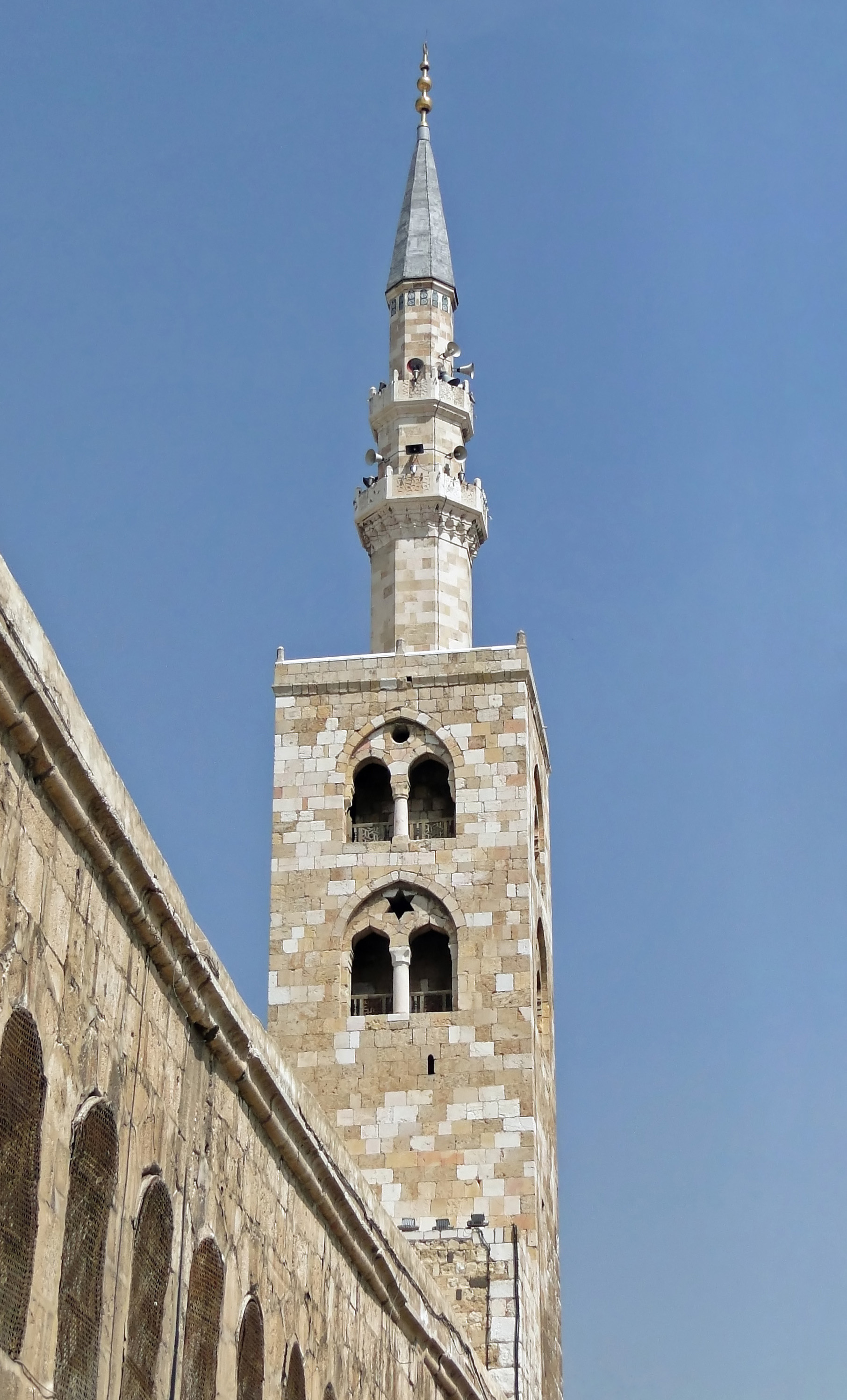
مناره عیسی ،مسجد اموی دمشق،سوریه

### خروج یأجوج و مأجوج
یأجوج و مأجوج در قرآن به‌عنوان گروه‌هایی توصیف شده‌اند که در آخرالزمان از سد خود خارج شده و فساد و ویرانی ایجاد خواهند کرد.

### تخریب کعبه
بر اساس برخی احادیث اسلامی، در آخرالزمان فردی از حبشه کعبه را ویران خواهد کرد.

### ظهور دود گسترده (دخان)
بر اساس قرآن از دود گسترده‌ای که در آخرالزمان آسمان را فرا می‌گیرد به‌عنوان یکی از نشانه‌های قیامت یاد شده است.

### خروج دابه‌الارض
دابه‌الارض موجودی است که بر اساس قرآن در آخرالزمان ظاهر شده و با مردم سخن خواهد گفت. برخی مفسران معاصر دابه الارض را کامپیوتر و هوش مصنوعی دانسته اند.

### خروج آتش بزرگ
در احادیث اسلامی به آتشی که از یمن خارج می‌شود و مردم را به سمت محل گردهمایی قیامت می‌راند، اشاره شده است.

## دیدگاه‌های اسلامی دربارهٔ نشانه‌های قیامت
علمای اسلامی نشانه‌های قیامت را به سه دورهٔ زمانی تقسیم کرده‌اند:
1. دورهٔ اول: ظهور نشانه‌های کوچک که به‌تدریج و در طول زمان رخ می‌دهند.
2. دورهٔ دوم: ظهور نشانه‌های بزرگ که در فاصله‌ای کوتاه از یکدیگر رخ خواهند داد.
3. دورهٔ سوم: وقوع قیامت و پایان جهان.

پیش از رستاخیز روزهای سخت آخرالزمان رخ خواهند داد که در این دوره، حیله‌گر بزرگ، دجال، ظهور خواهد کرد. گرچه، همانند مهدی موعود، در قرآن از دجال نام برده نشده است، در احادیث به وفور در مورد او و مهدی بحث شده است. مهدی ظهور خواهد کرد تا عدالت را به جهان بیاورد و همهٔ جهان، اسلام را بپذیرند. مرگ مهدی پیش از رستاخیز باعث ناآرامی و عدم قطعیت خواهد شد.
شخصیت آخرالزمانی اسلام، مهدی، بیشتر در فصل‌هایی از کتاب‌های احادیث با نام «فِتَن» (فتنه‌ها) توصیف شده است. برای بیشتر اهل سنت ظهور مهدی به‌طور خاص با تغییرات اجتماعی وسیع توصیف نشده؛ ولی در طول تاریخ هرگاه جنبشی به این قضیه نیاز داشت آن را تبلیغ می‌کرد. علاوه بر جنبه‌های وحشت‌برانگیز در فرایند ظهور مهدی، در هر دو مذهب سنی و شیعه، دوره‌ای در زمان حکومت مهدی توصیف شده که در آن جهان به شرایط ایده‌آل خود می‌رسد.
مسئلهٔ رستگاری غیرمسلمانان نیز با توجه به آیه‌ای از قرآن که می‌گوید: «و هر که دینی غیر از اسلام برگزیند، هرگز از او پذیرفته نشود و او در آخرت از زیانکاران است.» در میان متفکران اسلامی مطرح است. به عنوان مثال، غزالی رستگاری را برای غیر مسلمانانی که اسلام به درستی به آنان ابلاغ نشده و آنان با ارادهٔ خویش آن را رد نکرده باشند ممکن می‌داند.